# 吴忻水
吴忻水（1944年—），浙江宁波人，中国男子篮球运动员、教练。曾担任过八一队队长，退役后曾担任八一队教练，后来临时担任新疆队教练。1999年被评为新中国篮球50杰。
妻子是乒乓球运动员李莉。